# Fulgencio Coll
Fulgencio Coll Bucher (Palma de Mallorca, 18 de julio de 1948) es un militar y político español. Como militar alcanzó el empleo de general de ejército. Ocupó la jefatura de Estado Mayor del Ejército de Tierra entre 2008 y 2012. Como político estuvo integrado en la sección local para Palma de Mallorca de Vox, un partido español tradicionalista. 

## Biografía
Hijo del general de infantería y procurador en las Cortes franquistas Fulgencio Coll de San Simón, y nieto de Juan Coll Fuster, alcalde de Palma. Ingresó a la Academia General Militar de Zaragoza en 1966, alcanzando el empleo de teniente en 1970. Habla catalán, español, inglés y francés.[cita requerida]
Ha servido al mando de la compañía de los Grupos de Operaciones Especiales en Barcelona y en el Regimiento de Infantería Mecanizada Asturias 31 hasta que ascendió a general de brigada en 2001, destinado entonces primero como jefe del Estado Mayor en el Mando Pirenaico, y después como jefe de la Brigada de Infantería Mecanizada Extremadura XI y comandante militar de la provincia de Badajoz.
Entre sus misiones en el extranjero destacan haber sido observador de Naciones Unidas en Angola (MONUA), haber asistido con una unidad de apoyo a la inundaciones en Mozambique en 2000 (Operación India-Mike), destinado en Bosnia Herzegovina hasta finales de 2003 (UNMIBH) y en 2004 en Irak donde se encargó de la retirada de las tropas españolas (BMNPU).
Al ascender a general de división en 2004, dirigió la División Mecanizada Brunete núm. 1. El 7 de octubre de 2005 ascendió a teniente general en vistas de dirigir la Unidad Militar de Emergencias, creada finalmente en 2006 por encargo de José Luis Rodríguez Zapatero, la mejor dotada de Defensa, y que ha sido calificada por el teniente coronel Francisco Bendala Ayuso como "una puñalada vil y traicionera al ejército de tierra". FC dirigió la citada unidad hasta julio de 2008. 
Ocupó la jefatura de Estado Mayor del Ejército de Tierra (JEME) desde el 18 de julio de 2008 hasta el 27 de julio de 2012.
El 13 de diciembre de 2018 se anunció que sería cabeza de lista de la coalición Actúa-VOX para las elecciones municipales de 2019 en su ciudad natal. Actualmente es concejal y portavoz de su grupo parlamentario en ese Ayuntamiento.
En diciembre de 2019 solicitó a «los poderes del Estado» [sic] que impidieran una posible investidura de Pedro Sánchez si este llegara a alcanzar algún tipo de acuerdo con Esquerra Republicana de Catalunya.

## Familia
Además de su padre, su abuelo Juan Coll Fuster fue coronel de infantería y alcalde de Palma de Mallorca ente 1945 y 1952; su antepasado Juan Coll Crespí, alcalde de Palma de Mallorca en 1856 y el también alcalde de Palma en 1846, el conde de San Simón. Es hermano del diseñador de joyas Juan Coll Bucher, afincado en Ibiza, y de estética hippy.

## Condecoraciones
- Gran Cruz de la Orden de Isabel la Católica
- Gran Cruz del Mérito Militar (con distintivo azul)
- Gran Cruz de la Orden de San Hermenegildo
- Placa de la Orden de San Hermenegildo
- Encomienda de la Orden de San Hermenegildo
- Cruz de la Real y Militar Orden de San Hermenegildo
- Cinco Cruces del Mérito Militar con distintivo blanco.
- Cruz del Mérito Aeronáutico (Distintivo Blanco)
- Cruz de Plata de la Orden del Mérito de la Guardia Civil
- Cruz de la Orden del Mérito de la Guardia Civil (con distintivo blanco)
- Cruz de la Orden al Mérito Policial (con distintivo blanco)
- Medalla OTAN
- Oficial y Caballero de la Legión de Honor
- Medalla de Oro de la Defensa Nacional Francesa
- Cruz de bronce al mérito del Ejército Italiano
- Medalla de Oro del Ejército Polaco
- Medalla de las Naciones Unidas (UNAVEM)
- Medalla Conmemorativa de Polonia Operación Libertad para Irak
- Medalla de Oro de AVMUETE

| Predecesor: Carlos Villar Turrau | Jefe de Estado Mayor del Ejército de Tierra 18 de julio de 2008 - 27 de julio de 2010 | Sucesor: Jaime Domínguez Buj |